# Karl Nowotny

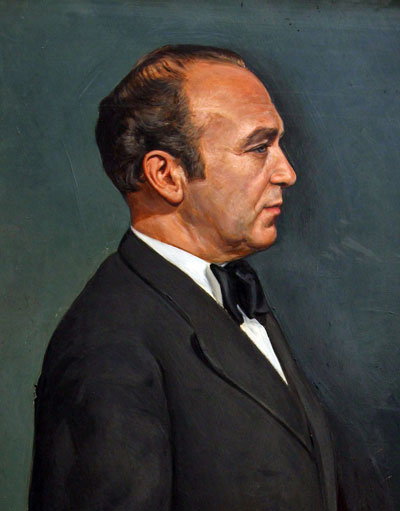
Karl Nowotny

Karl Nowotny (* 26. Februar 1895 in Wien, Österreich-Ungarn; † 18. April 1965 in Waldegg) war ein österreichischer Arzt, Neurologe, Psychiater, Individualpsychologe und Dozent an der Universität Wien.

## Leben
Nowotnys Vater Friedrich war Vizeinspektor bei der Stadt Wien. Familie Nowotny war evangelisch und gehörte dem Augsburger Bekenntnis an. Seine Mutter Sophie Nowotny geb. Wessely war laut den Akten der Stadt Wien evangelisch und ursprünglich mosaischen Glaubens. Nowotny war seit 1926 verheiratet mit Margarethe Seelhofer, seine Ehe blieb kinderlos.
Nach seiner Matura in Wien 1914 begann er das Studium der Medizin an der Universität Wien. Während des Ersten Weltkrieges war Karl Nowotny 1916 bis 1917 in verschiedenen Militärspitälern und 1918 in einem Feldspital in Serbien als medizinische Hilfskraft tätig. Nach dem Krieg musste er sein Medizinstudium aus finanziellen Gründen unterbrechen und arbeitete als Hilfskraft in einer privaten Heilanstalt. In einer Mitgliederliste der Individualpsychologen von 1924 ist er bereits als Arzt aufgeführt.
Nach der Promotion arbeitete Karl Nowotny als Arzt an der Psychiatrisch-Neurologischen Klinik der Universität Wien u. a. bei Julius Wagner-Jauregg. 1928 trat Nowotny bei Otto Pötzl in die Psychiatrisch-Neurologische Klinik. Ab 1931 war er unter Emil Mattauschek als Abteilungsassistent an der Psychiatrisch-Neurologischen Filialabteilung im Allgemeinen Krankenhaus in Wien (AKH). Er leitete dort auch die am 15. März 1930 gegründete psychotherapeutische Ambulanz.
Aufgrund seiner jüdischen Abstammung wurde er 1938 als Arzt entlassen. Während des Zweiten Weltkrieges praktizierte er frei weiter, arbeitete teilweise bei anderen Krankenhäusern und hielt noch Kontakt zu den letzten drei (von 63 im Jahr 1938) in Wien verbliebenen Individualpsychologen. Nach dem Zweiten Weltkrieg wurde er im Mai 1945 als Dozent für Psychiatrie und Neurologie an die Universität berufen und war gleichzeitig Chefarzt der Maria Theresienklinik. Beide Positionen behielt er bis zu seiner Pensionierung.
Nach seiner Entlassung arbeitete Nowotny weiter in seiner bereits bestehenden neurologischen Praxis und als Konsiliararzt an verschiedenen anderen Krankenhäusern. Seit 1935 bis zu seinem Tod befand sich seine Privatpraxis im Haus Merkur in der  Lammgasse 1, Ecke Florianigasse.
Bereits in den ersten Tagen nach Ende des Zweiten Weltkrieges und definitiv ab dem 21. Mai 1945 wurde Nowotny Leiter und Primar der Wiener Städtischen Nervenheilanstalt Maria Theresia Schlößl. Diese Stellung hatte er bis zu seiner Pensionierung 1960 inne. Sein Ziel war, die Menschen vor der Verwahrung und an der Entwicklung hindernden Medikamenten zu bewahren. Nowotny leitete den Wiederaufbau des im Krieg teilweise zerstörten Maria Theresia Schlößl. Dort errichtete Nowotny zusammen mit seinem Freund und Kollegen, dem Individualpsychologen Oskar Spiel, eine neue Erziehungsberatungsstelle.
Am 18. April 1965 starb Nowotny während eines Urlaubs in Niederösterreich.

## Werk

### Individualpsychologie
Karl Nowotny stand mit Alfred Adler, dem Begründer der Individualpsychologie, ab ca. 1920 in engem Kontakt. Er war dort ein führendes Mitglied und im Vorstand des medizinischen Bereichs der Individualpsychologie und auch bis 1938 im Vorstand der Gesellschaft für Psychotherapie und Psychohygiene. Karl Nowotny  ist auf einer Mitgliederliste aus dem Jahr 1924 der Individualpsychologen bereits als Arzt mit aufgeführt.
Er war Mitglied im Verein für Individualpsychologie und engagierte sich im Vorstand des Vereins, hielt Kurse ab an verschiedenen Volkshochschulen, wie z. B. der Urania. Im Impressum der Internationalen Zeitschrift für Individualpsychologie (IZIP) ist er ab 1924  als ständiger Mitarbeiter aufgelistet. Innerhalb der Individualpsychologie entwickelte sich ab 1925 eine medizinische Fachgruppe, deren Schriftführer er langjährig war. Wissenschaftliche Arbeiten in diesem Zusammenhang erschienen im Laufe der Jahre, so z. B. 1926 Die Technik der Individualpsychologie. Er ist immer wieder auch im Zusammenhang mit Vorträgen und Kursen der Individualpsychologie in der IZIP aufgeführt. Den Namen Nowotny liest man immer mal wieder in der IZIP, wenn es u. a. darum geht, sich für Adlers Kurse anzumelden.
Die individualpsychologische Vereinigung und auch die IZIP wurden auch aus politischen Gründen ca. 1938 aufgelöst. Von 63 österreichischen Individualpsychologen konnten nur Karl Nowotny, Ferdinand Birnbaum und Oskar Spiel in Österreich bleiben, die anderen mussten, weil sie Juden oder politisch nicht erwünscht waren, das Land verlassen oder kamen in Konzentrationslager. Nur wenige überlebten letztere.
Ab 1942 entstand in der Wohnung von Karl Nowotny eine „illegal“ arbeitende individualpsychologische Arbeitsgruppe, an der auch Ferdinand Birnbaum, Oskar Spiel, Erwin Ringel und Walter Spiel u. a. beteiligt waren.
Karl Nowotny bot dem Psychologen August Aichhorn und anderen die Rückendeckung als Arzt, damit diese auch in den Kriegsjahren arbeiten konnten.
Ab 1945 trat Nowotny für die Wiederetablierung der Individualpsychologie und brachte die IZIP (Internationale Zeitschrift für Individualpsychologie), wieder neu auf den Weg, was nur durch das bereitwillige Entgegenkommen des Springer-Verlages in Wien möglich war.
Das Deckblatt der ersten Ausgabe nach dem Zweiten Weltkrieg dem 16. JG vom Jan–März 1947 gibt Alfred Adler als Gründer an und Herausgeber nun seine Tochter Alexandra Adler M. D. New York, USA. Schriftleitung F. Birnbaum, K. Nowotny, O. Spiel.

### Österreichische Gesellschaft für Psychotherapie und Psychohygiene
1936 gehörte Nowotny mit Otto Kauders und Erwin Stransky zum Vorstand der Österreichischen Gesellschaft für Psychotherapie und Psychohygiene. Alle drei wurden in der Zeit des Nationalsozialismus aus politischen Gründen aus diesem Gremium entfernt.

## Auszeichnungen
- Um 1960 wird Nowotny für seinen Einsatz in der Gründungszeit und nach dem Zweiten Weltkrieg von der Gesellschaft für Psychotherapie und Psychohygiene geehrt.

## Schriften (Auswahl)
- 1926: Die Technik der Individualpsychologie. In: E. Wexberg (Hrsg.): Handbuch der Individualpsychologie. München 1926, S. 646–661.
- 1927: Rezension von K. Birnbaum: Die psychischen Heilmethoden. IZIP 5/4, S. 309–311 - (IZIP = Internationale Zeitschrift für Individualpsychologie)
- 1930: Rezension von A. Flinker: Studium über Kretinismus. IZIP 10/6, S. 478.
- 1931: Rezension von H. Prinzhorn: Psychotherapie. IZIP9/1, S. 63–64.
- 1931: Rezension von M. Hirschfeld: Sexualpathologie. IZIP9/2, S. 151–152.
- 1931: Bericht über das individualpsychologische Ambulatorium der Psychiatrisch-Neurologischen Abteilung des Wiener allgemeinen Krankenhauses. IZIP 9, S. 474–477.
- 1932: Bericht über das psychotherapeutische Ambulatorium der Psychiatrischen-Neurologischen Abteilung des Allgemeinen Krankenhauses. Wiener Medizinische Wochenschrift Nr. 12 (Digitalisat).
- 1933: Rezension von W. N. Speranski, IZIP 11, S. 77.
- 1933: Nervosität. IZIP 11, S. 20–28.
- 1934: Zur Kenntnis der Neurinome des Trigeminus. In: Zeitschrift für die gesamte Neurologie und Psychiatrie.
- 1936: Nervousness. IJIP 2/1, S. 62–70.
- 1938: Zur Klinik und Pathologie der Myasthenia gravis. In: Journal of Molekular Medicine.
- 1945: Nowotny schreibt sein Curriculum Vitae
- 1947: Alfred Adler – Leben und Werk. Vortrag und Skript anlässlich des 10. Todestages von Alfred Adler.
- 1949: Individualpsychologie als Wirklichkeitswissenschaft. IZIP 18, S. 1–7.
- 1960: Gedächtnisprotokoll in bezug auf seine Entlassung 1938.